# Харив, Ирина Мирославовна
Ирина Мирославовна Харив (укр. Ірина Мирославівна Харів, в замужестве Чихрадзе, укр. Чихрадзе; род. 22 октября 1989) — украинская спортсменка, борец вольного стиля, призёр чемпионатов мира и Европы, многократная чемпионка Украины. Мастер спорта Украины.

## Биография
Родилась в 1989 году в Калуше. Начала посещать секцию вольной борьбы в 10-летнем возрасте, тренировалась в основном с мальчиками. Первым тренером стал в Калушской ДЮСШ Игорь Адамович Барна, работала также с тренерами украинской сборной Русланом Савлоховым и Владимиром Евоновым.
Как воспитанница Калушской СДЮШОР завоевала медали кадетского (2006, серебро) и юношеского (2007 — бронза, 2008 — серебро) чемпионатов Европы. В 2009 году завоевала серебряную медаль взрослого чемпионата Европы в весовой категории до 59 кг. На следующий год стала серебряным призёром чемпионата мира среди студентов (весовая категория до 55 кг), а в 2014 году — бронзовым призёром чемпионата мира в той же весовой категории. Многократная чемпионка Украины начиная с 2010 года. Кроме того, завоёвывала призовые места на Кубке мира (2010), Золотом Гран-при (2011), побеждала на турнирах на призы Александра Медведя (Белоруссия, 2011), «Московские огни» (2012), «Ясар Догу» (Турция), Киевском международном турнире (2019).
Замужем за Давидом Чихрадзе.